# Anton Mussert

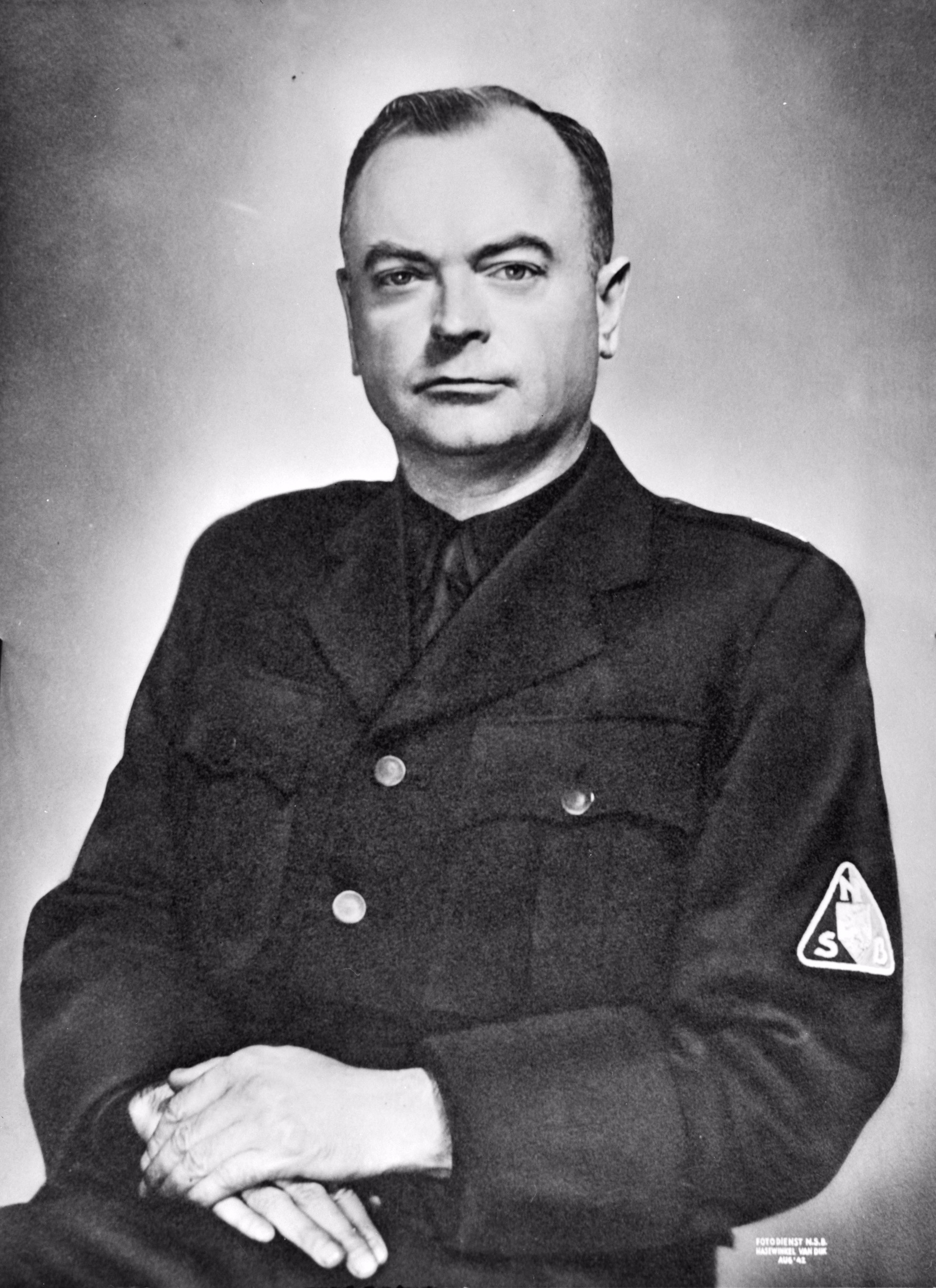
Anton Mussert in der Uniform des NSB

Anton Adriaan Mussert (* 11. Mai 1894 in Werkendam; † 7. Mai 1946 in Den Haag) war ein niederländischer Politiker. Er war Mitgründer und Vorsitzender der niederländischen nationalsozialistischen Nationaal-Socialistische Beweging (NSB). Von den deutschen Nationalsozialisten wurde ihm während der deutschen Besatzung der Niederlande im Zweiten Weltkrieg der funktionslose Ehrentitel des „Führers des niederländischen Volkes“ verliehen. Nach dem Krieg wurde Mussert in einem Hochverratsprozess zum Tode verurteilt und hingerichtet.

## Leben
Mussert wuchs als Sohn des Schullehrers Joannes Leonardus Mussert und dessen Frau Frederika Witlam in der niederländischen Provinz Brabant auf. Nach dem Schulbesuch in Gorinchem studierte er an der Technischen Hochschule in Delft. 1918 schloss er sein Studium der Straßen- und Wasserbaukunde als Bauingenieur ab.
Am 19. September 1917 heiratete er seine 18 Jahre ältere Tante Maria Witlam. Die Ehe blieb kinderlos.
Seine erste Arbeitsstelle war bei der Niederländischen Obersten Straßen- und Wasserbaubehörde (Rijkswaterstaat), anschließend fand er eine Anstellung bei der Wasserbaubehörde in der Provinz Utrecht, wo er eine steile Karriere machte und ab 1927 leitender Ingenieur war.

### Politischer Aufstieg
Ab den 1920er Jahren betätigte er sich in verschiedenen rechtsextremistischen Organisationen wie dem Dietsche Bond, der den Anschluss Flanderns an die Groß-Niederlande forderte. Gemeinsam mit Cornelis van Geelkerken und zehn weiteren Personen gründete Mussert am 14. Dezember 1931 die sich an der NSDAP orientierende National-Sozialistische Bewegung der Niederlande (NSB) mit ihm als Vorsitzenden. Als Pendant zur SA wurde eine schwarz uniformierte „Weerbaarheidsafdeling“ aufgebaut.
Mussert gab seine Karriere als Tiefbauingenieur auf, um sich ganz der politischen Tätigkeit zu widmen. Er wurde schnell zum prominentesten Nationalsozialisten der Niederlande und traf Adolf Hitler im November 1936 zum ersten Mal; drei weitere Treffen sollten folgen. Sogar Papst Pius XI. empfing ihn am 16. Juni 1936. Die NSB wuchs auf über 50.000 Mitglieder und erhielt Mitte der 1930er Jahre bei den Provinzialwahlen landesweit knapp 8 Prozent der Stimmen. Sie war damit zu einem ernst zu nehmenden politischen Faktor geworden. Schon 1937 allerdings hatte die Partei viele Sympathisanten verloren und erreichte bei den Parlamentswahlen nur 4 Prozent. Die politische Nähe der Partei zum „Dritten Reich“ war in der niederländischen Gesellschaft zu unpopulär, was durch den Staat, die etablierten Parteien und die Kirchen nachdrücklich bekräftigt wurde. Schon 1934 war niederländischen Beamten der Beitritt zur NSB untersagt worden; ein Jahr später wurde auch die „Weerbaarheidsafdeling“ verboten und wieder aufgelöst.
Bereits 1936 war es ihm gelungen den persönlichen Kontakt zu Joachim von Ribbentrop herzustellen. Einen Monat später erhielt er eine nur kurzzeitige Audienz bei Adolf Hitler. Fast zwei Jahre musste er sich gedulden, bis er im Sommer 1938 einen Gesprächstermin bei Heinrich Himmler, vermittelt durch seinen Widersacher Meinoud Rost van Tonningen (1894–1945) erhielt. Von diesem Zeitpunkt an bestand ein zwar lockerer, aber beständiger Informationsaustausch zwischen Mussert und dem Mitarbeiter im persönlichen Stab von Ribbentrop, Rudolf Likus (1892–1946). An diesen berichtete er recht regelmäßig über bestimmte Ereignisse in den Niederlanden und den Entwicklungsstand der niederländischen NS-Bewegung. Auch mit dem Wechsel von Likus im Mai 1940 ins Auswärtige Amt, Abteilung Deutschland riss dieser Kontakt nicht ab.

### Während des Krieges

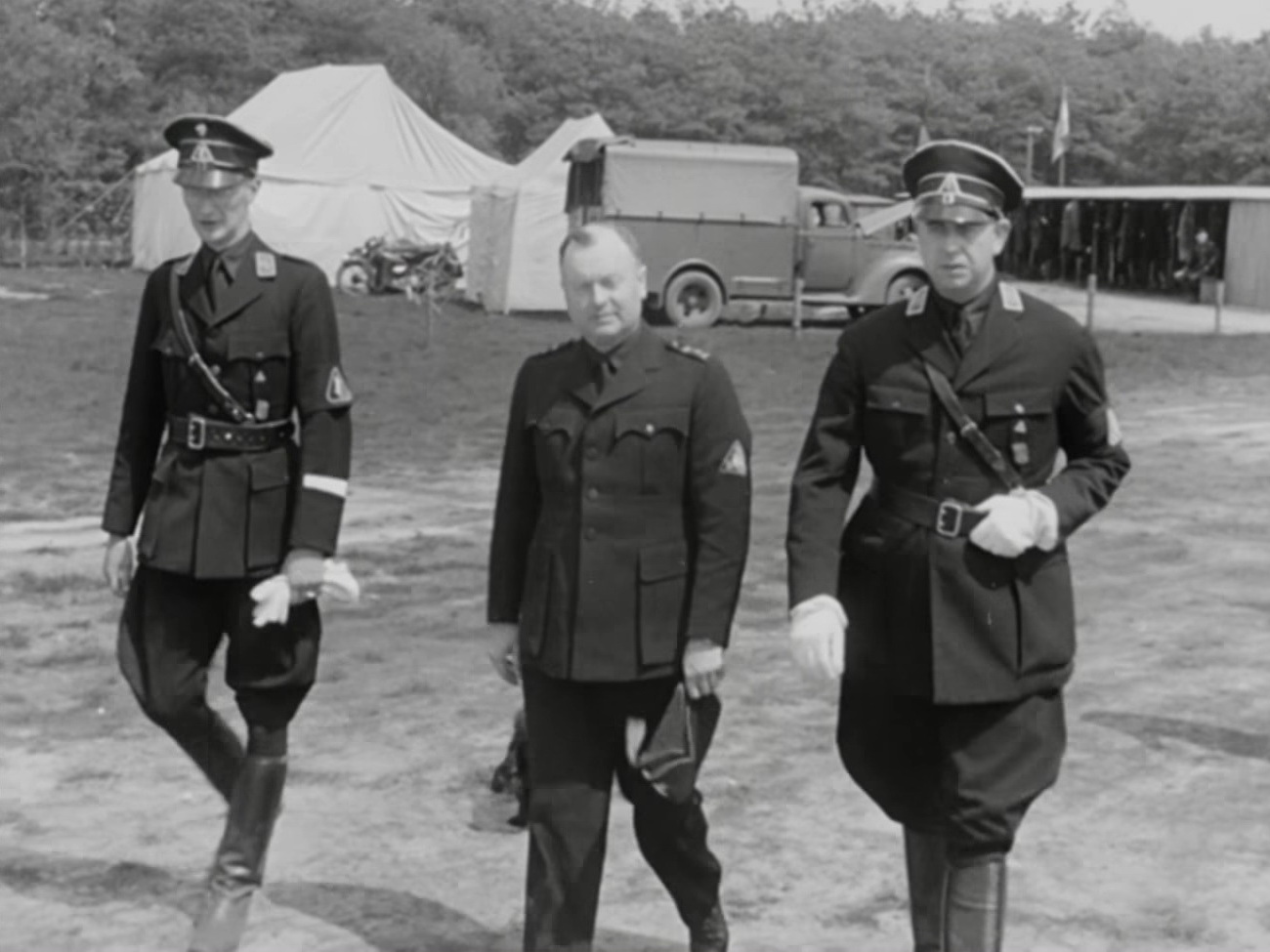
Ankunft von Anton Mussert (Mitte) bei der Hagespraak der Bevrijding am 22. Juni 1940

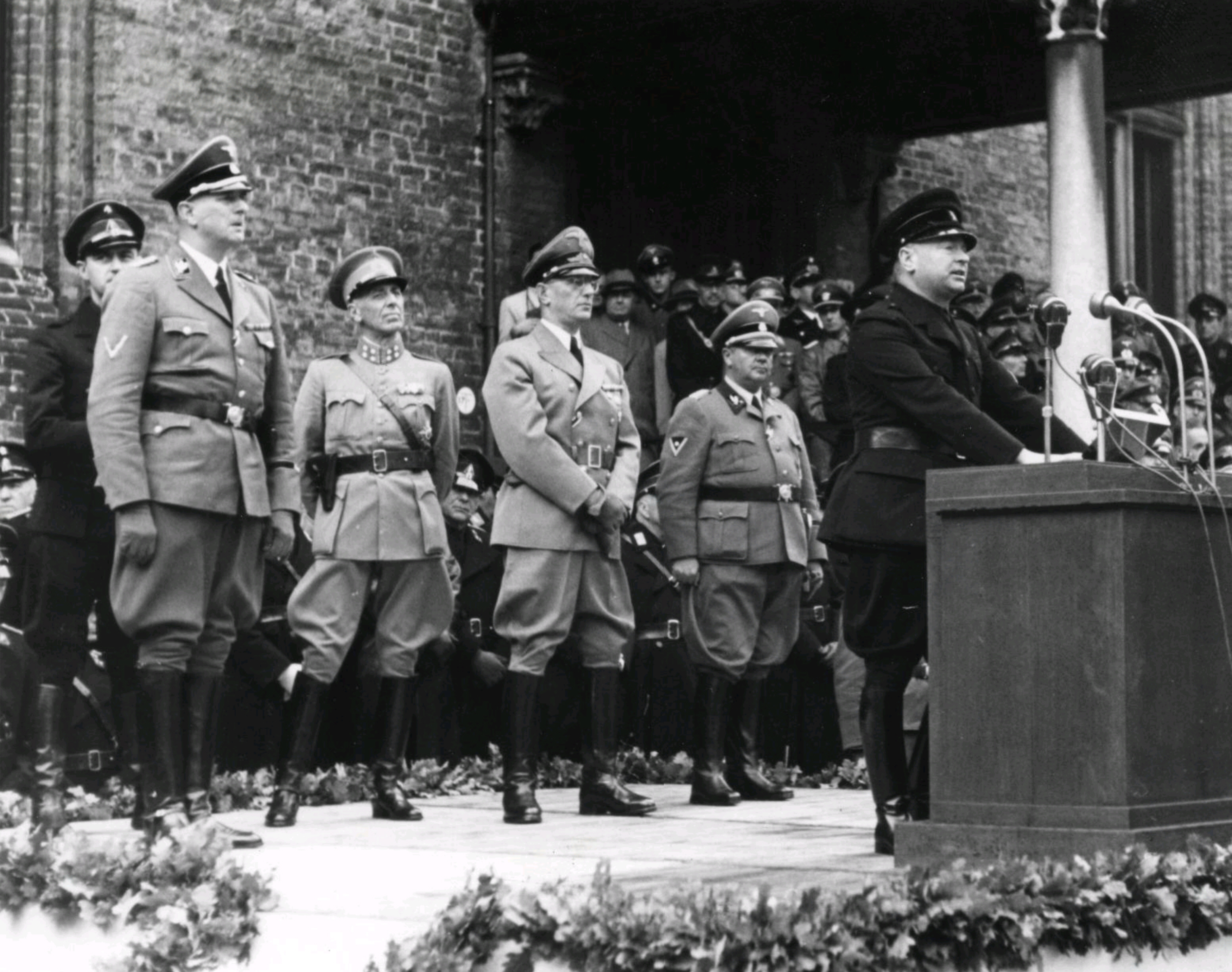
Anton Mussert (rechts) mit Hanns Albin Rauter, Hendrik Seyffardt, Arthur Seyß-Inquart und Wilhelm Harster (Den Haag, 11. Oktober 1941)

Nach dem deutschen Überfall auf die Niederlande im Mai 1940 gewannen Mussert und seine Partei wieder an Bedeutung. Auf der Hagespraak der Bevrijding legte er am 22. Juni 1940 eine öffentliche Solidaritätsbezeugung für Hitler ab. Er begrüßte die faschistische „Neuordnung Europas“ unter deutscher Führung und hoffte, Regent oder niederländischer Ministerpräsident nach dem Vorbild des Norwegers Vidkun Quisling zu werden, erhielt allerdings nur den funktionslosen Ehrentitel eines „Führers des niederländischen Volkes“.
1941 war Mussert an der Aufstellung der SS-Freiwilligen-Legion Niederlande, nachfolgend 34. SS-Freiwilligen-Grenadier-Division „Landstorm Nederland“ (niederländische Nr. 2) beteiligt, die als Teil der ausländischen Waffen-SS am Krieg gegen die Sowjetunion beteiligt war.
Am 1. Februar 1943 wurde ein Kabinett („Staatspolitisches Sekretariat“) unter seiner Führung eingesetzt, das Reichskommissar Arthur Seyss-Inquart „beratend“ zu Seite stehen sollte.
Der Verfall von Musserts Bewegung wurde in den beiden letzten Kriegsjahren aber immer offensichtlicher. Als am Abend des 4. September 1944 die BBC die (falsche) Nachricht von der Befreiung der niederländischen Stadt Breda durch alliierte Truppen durchgab, beschloss Mussert, alle Parteimitglieder des NSB aus dem Süden, und alle Frauen und Kinder aus dem Westen nach Deutschland zu evakuieren. In der Nähe von Lüneburg wurden 30.000 bis 40.000 Geflüchtete in improvisierten Auffanglagern, in leerstehenden Schulhäusern oder Kegelbahnen sowie bei Privatpersonen untergebracht. Mussert blieb zwar in Den Haag und konnte seine beiden Stellvertreter van Geelkerken und Rost van Tonningen noch aus der NSB ausschließen, aber die Bevölkerung nahm vor Ende des „Dritten Reiches“ kaum noch Notiz davon.

### Nach Kriegsende

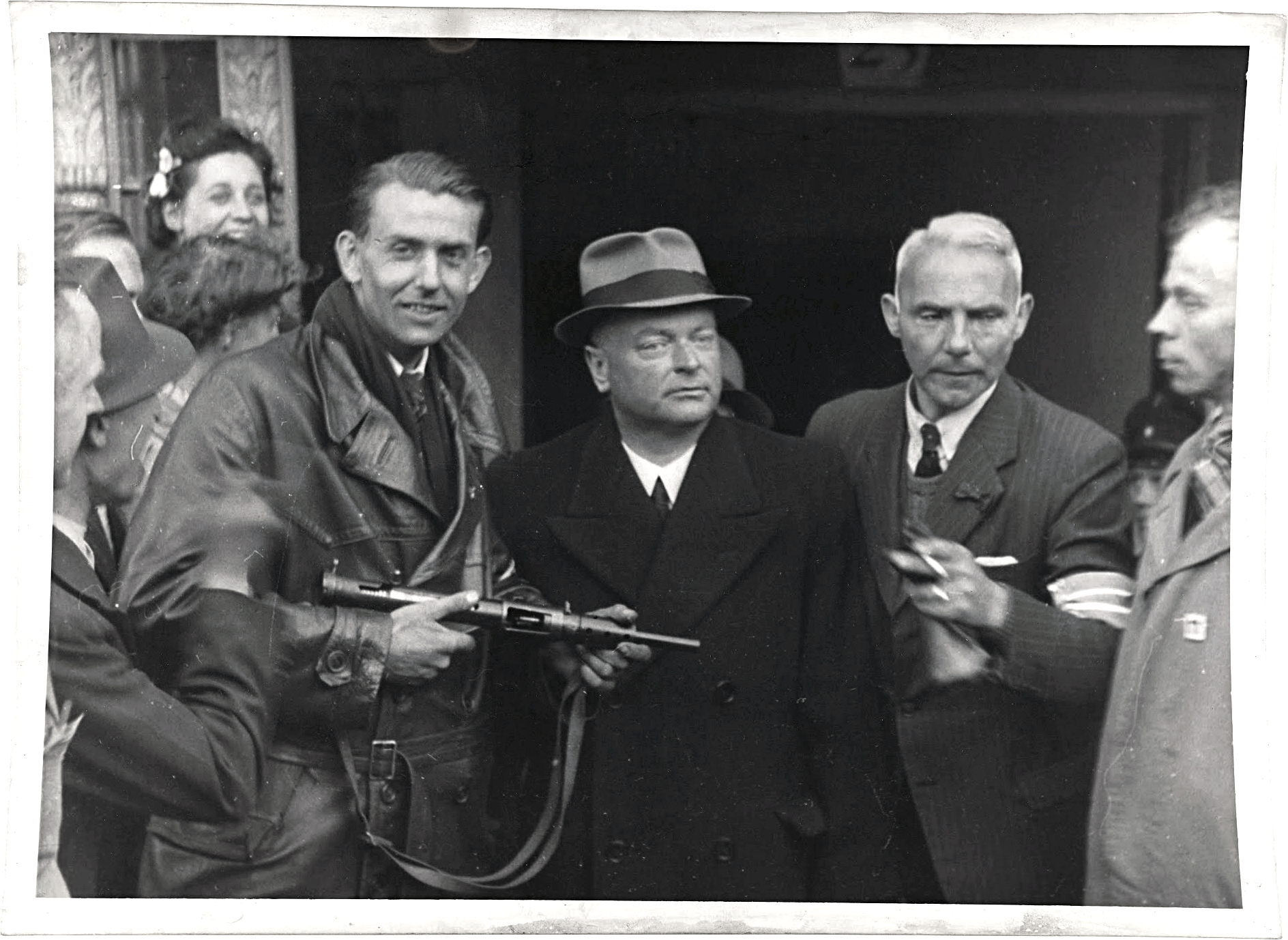
Anton Mussert nach seiner Festnahme (Den Haag, 7. Mai 1945)

Am 7. Mai 1945 wurde er in Den Haag festgenommen, im November wegen Kollaboration vor Gericht gestellt und wegen Landesverrats zum Tode durch Erschießen verurteilt. Auf ein Gnadengesuch verzichtete Mussert. Das durch seine Familie gestellte Gnadengesuch lehnte Königin Wilhelmina Anfang Mai 1946 ab. Am 7. Mai 1946 wurde Mussert auf der Waalsdorpervlakte nördlich von Den Haag hingerichtet.
Nach seiner Hinrichtung wurde Mussert in einem Massengrab auf einem Den Haager Friedhof bestattet, das nicht gekennzeichnet und nur engsten Angehörigen bekannt war. Dennoch kam es im Juni 1956 zu einem medienwirksamen Grabraub, bei dem eine der Leichen in dem Grab von Unbekannten exhumiert und entführt wurde. Es gilt jedoch als unwahrscheinlich, dass es sich bei den verschwundenen Gebeinen tatsächlich um die Musserts handelte.